# Werking Mom
Werking Mom titulado Mamá Trabajadora en Hispanoamérica y Madre dragajadora en España, es el séptimo episodio de la trigésima temporada de la serie animada Los Simpson, y el episodio 646 de la serie en general. Se emitió en Estados Unidos en Fox el 18 de noviembre de 2018. El episodio fue también dedicado en memoria de Stan Lee, creador de Marvel Comics quien murió el 12 de noviembre de 2018 y fue la estrella invitada a la serie en los episodios "I Am Furious (Yellow)", "Married to the Blob" y "Caper Chase" respectívamente.

## Argumento
Marge intenta ganar dinero extra organizando fiestas de Tupperware, pero nadie está ansioso por organizar. Su peluquero Julio acepta ser el anfitrión, e invita a muchos de sus amigos homosexuales. Cuando Marge parece nerviosa, él le da un cambio de imagen exagerado. La fiesta va bien, hasta que Julio se da cuenta de que los invitados han confundido a Marge con una drag queen. Más tarde, él convence a Marge de que simplemente se vaya con ella, y le presenta la escena de arrastre de Springfield. Cuando Homer se da cuenta de lo que está haciendo, él interrumpe una fiesta y revela su verdadero género, una decisión que lamenta de inmediato. Marge está furiosa, pero cuando Homer aparece en el club de dragones vestido como una mujer, ella lo perdona.
Mientras tanto, en un homenaje a la película Amélie, Lisa descubre una caja que pertenecía a Jasper cuando era un niño. Ella lo devuelve en secreto, animándolo enormemente. Decide ayudar a todos los marginados de Springfield, incluidos Gil, Agnes y Seymour Skinner, y los Van Houtens. Cuando Agnes descubre los trucos, Lisa se siente mortificada, pero aquellos a quienes ayudó a invitarla a almorzar, ya que aprecian sus esfuerzos.

## Recepción
Dennis Perkins de The A.V. Club le dio al episodio una clasificación B +, diciendo que "'Werking Mom' no es perfecta, aunque, aquí, una de las fallas más desconcertantes de The Simpsons en realidad funciona mucho mejor de lo esperado"."
Tony Sokol, de Den of Geek, dio el episodio 3 y medio de los 5 puntos de la clasificación, declarando que "'Werking Mom' es un episodio dulce, no a diferencia de la pastelería de milhojas. Todos obtienen lo que quieren. Lisa encuentra un lugar para comerla. Marge se tranquiliza. Homer recupera la voluntad de beber y un lugar para guardar su olla. Tal es el poder de la cena y la inclusión en la cena, al menos de un ritmo emocionante. Los chistes funcionan de manera juguetona pero suave sin rencor subversivo o más grande comentario social. Es un episodio familiar en las casas de otras personas"."
"Werking Mom" obtuvo un índice de audiencia de 1.6 con un 7 de cuota de audiencia y fue visto por 4.37 millones de espectadores, lo que convirtió a Los Simpson en el programa de Fox de la noche con mayor audiencia.